# Fissurella microtrema
Fissurella microtrema är en snäckart som beskrevs av Sowerby 1835. Fissurella microtrema ingår i släktet Fissurella och familjen nyckelhålssnäckor. Inga underarter finns listade i Catalogue of Life.